# Ippodromo di Montebello
L'ippodromo di Montebello si trova nella zona nord della città di Trieste.
Insiste su un'area di circa 85.000 metri quadrati, dei quali 11.000 sono riservati al pubblico, 49.000 alla pista, 7.000 alle scuderie ed i rimanenti 18.000 ai servizi vari.
La pista da corsa, lunga 800 metri ad un metro dalla corda interna, ha una larghezza massima di metri 19 ed una minima di 15 (alla curva delle scuderie).
La dirittura ha una pendenza media del 4% mentre le curve hanno una pendenza massima del 12%.
La pista di allenamento, lunga 680 metri, si trova concentricamente all'interno di quest'ultima.
Il recinto del pubblico è capace di contenere circa 10.000 spettatori, con 2.000 posti a sedere.

## Dati tecnici
- Record assoluto della pista: 1.12.7 El Nino - Enrico Bellei - Scud. Royal Sport - 22.07.2007
- Record della pista femmine: 1.13.7 Alma Roc - Roberto Andreghetti - Scud. S. Eusebio - 04.08.2002
- Record tre anni maschi: 1.14.8 Ghiaccio del Nord - Roberto Vecchione - Scud. Royal Sport - 11.11.2006
- Record tre anni femmine: 1.14.9 Grande Armee - Roberto Andreghetti - Scud. Famalù - 11.11.2006
- Record quattro anni indigeni maschi: 1.14.0 Intillimani - Augusto Borghetti - Scud. Lainate Nord - 03.05.2008
- Record quattro anni indigeni femmine: 1.15.0 Ethel Bi - Roberto Totaro - Scud. D'Altemps - 27.07.2005
- Record quattro anni importati maschi: 1.13.7 Boardwalk Hall (USA) - Andrea Lombardo - Scud. Folli - 27.07.2007
- Record quattro anni importati femmine: 1.14.8 Nina Lobell (USA) - Maurizio Biasuzzi - Scud. Gina Biasuzzi - 29.05.1994
- Record cinque anni ed oltre indigeni maschi: 1.12.7 El Nino - Enrico Bellei - Scud. Royal Sport - 22.07.2007
- Record cinque anni ed oltre indigeni femmine: 1.13.7 Alma Roc - Roberto Andreghetti - Scud. S. Eusebio - 04.08.2002
- Record cinque anni ed oltre importati maschi: 1.13.2 Probing - Giancarlo Baldi - Scud. Marsko - 26.05.1996
- Record cinque anni ed oltre importati femmine: 1.14.4 Miss Baltic - Gianni Mauri - Scud. Drualma - 04.08.1991